# Dennis Jubilant

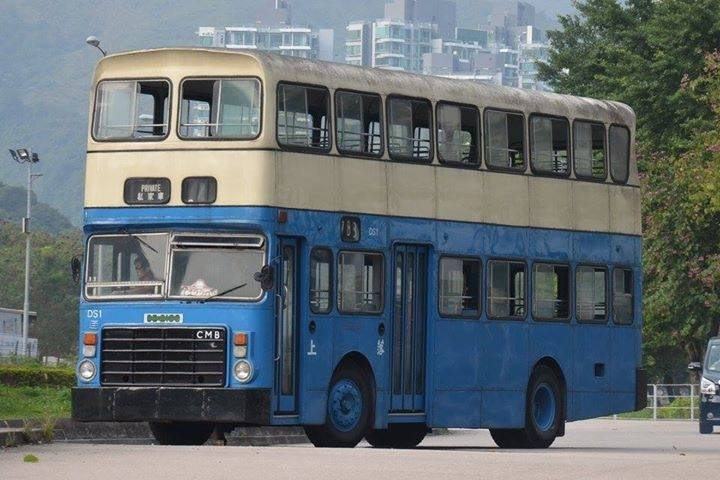
Сохранившийся двухэтажный автобус в Китае

Dennis Jubilant — двухэтажный автобус особо большой вместимости производства Dennis Specialist Vehicles, предназначенный для эксплуатации в странах с левосторонним движением.

## История
Производство автобуса Dennis Jubilant стартовало в 1977 году. На автобус за всю историю производства ставили дизельный двигатель внутреннего сгорания Gardner 6LXB и автоматическую трансмиссию Voith DIWA851.
В 1977—1978 годах автобусы поставлялись в Гонконг. 359 единиц эксплуатировалось в Коулуне. В 1980 году 30 единиц Dennis Jubilant поставлялись в Китай. Только один автобус эксплуатировался в Южной Африке.
В 1980—1983 годах автобусам на шасси Dennis Jubilant была присуща система кондиционирования. Причина нецелесообразности — слабое охлаждение. Производство завершилось в 1981 году.